# Ursulinenklooster (Tildonk)

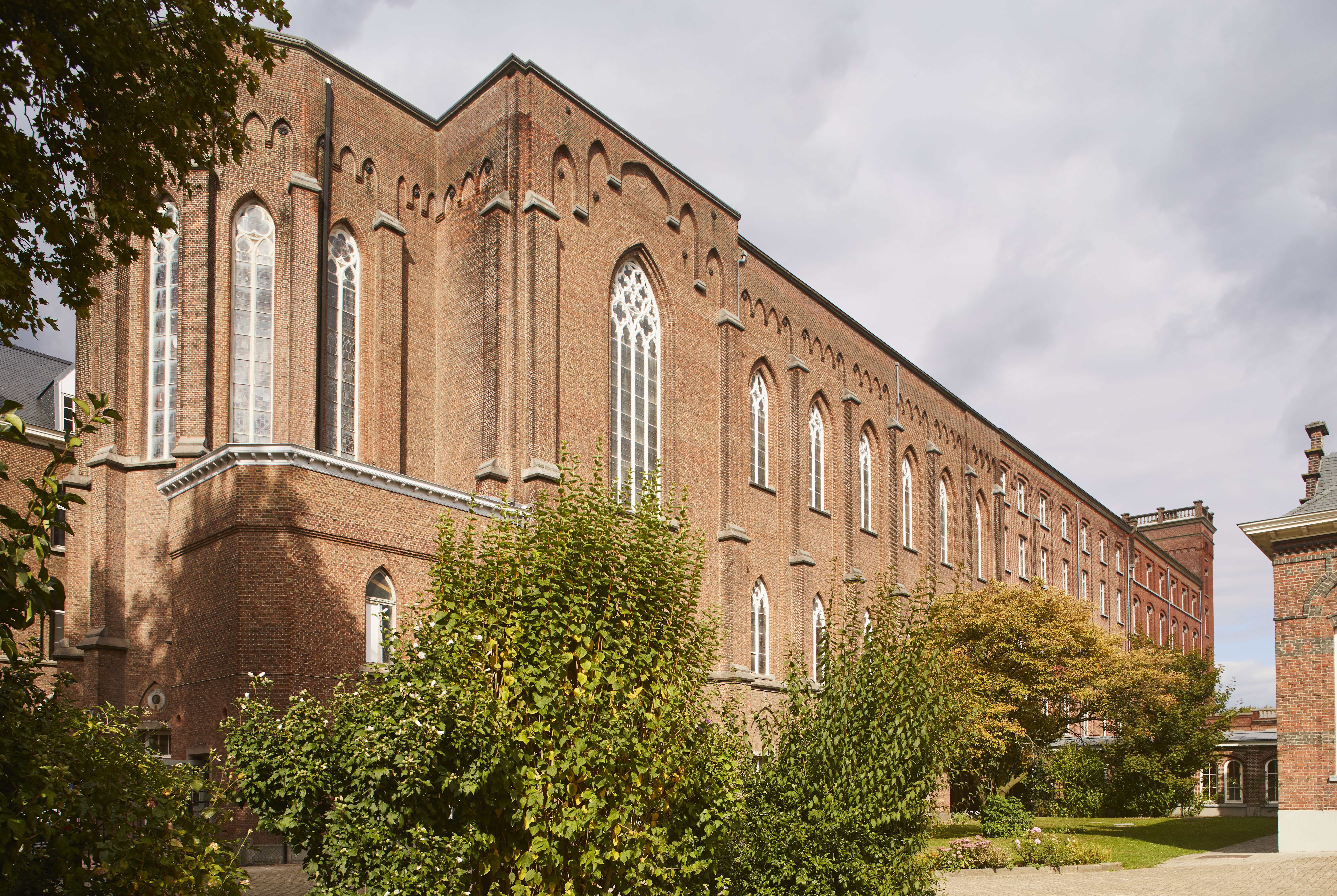
Kloosterkerk

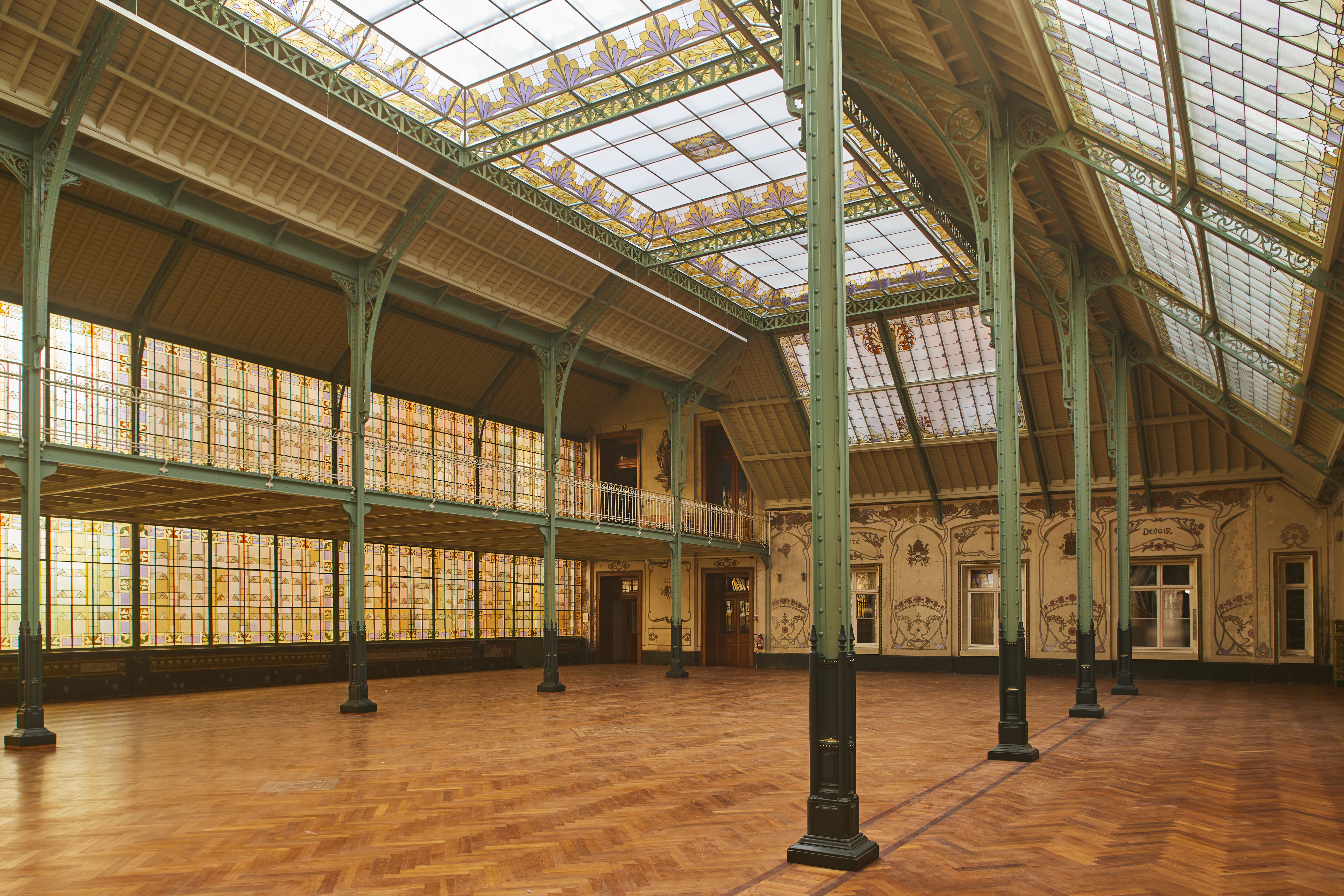
Art nouveau-zaal

Het Ursulinenklooster is een klooster- en scholengebouw in de tot de Vlaams-Brabantse gemeente Haacht behorende plaats Tildonk, gelegen aan Kruineikestraat 5, 5A en 5B.

## Geschiedenis
Pastoor Johannes Lambertz begon in 1818 met een dorpsschooltje waartoe een drietal juffrouwen werden aangenomen om het onderwijs te verzorgen. Deze stonden aanvankelijk bekend als de Dochters van de Heilige-Ursula. In 1832 werden ze officieel opgenomen in de congregatie der Ursulinen.
Al in 1822 was behoefte aan een nieuwe school en klooster. Er was een kosteloze armenschool en een pensionaat voor betalende leerlingen uit de meer kapitaalkrachtige standen, die een opvoeding kregen waarin de Franse taal en keurige omgangsvormen een belangrijke rol speelden. Veel Engelse meisjes kwamen op dit internaat af dat het Sint-Angela-Instituut heette.
Vanuit Tildonk werden een veertigtal nieuwe instellingen gesticht, waaronder in Nederlands-Limburg, in Londen (1851) en in Oxford (1856). In 1942 kwam er ook een Nederlandstalige opleiding en na de Tweede Wereldoorlog een Engelstalige. Vanaf de jaren '70 van de 20e eeuw werd het internaat geleidelijk afgebouwd en in 1980 werd het Sint-Angela-Instituut omgevormd tot een gewone middelbare school annex basisschool.
In de loop van de 19e eeuw werden tal van uitbreidingen aan het complex verricht waaronder een kloosterkapel in 1863 en een kloosterkerk in 1880. Omstreeks 1890 werd een neogotisch ogend schoolcomplex opgetrokken en in 1900 een feestzaal in art nouveau. Omstreeks 1925 volgde een schooluitbreiding in art-deco. In 1928 brandde het dak van de kloosterkerk af. De kloosterkerk bleef bewaard maar kreeg geen zadeldak meer. Ook het neogotisch meubilair bleef bewaard.
Het klooster- en scholencomplex ligt in een domein van 3 ha. Men vindt hier tal van religieus geïnspireerde beelden en dergelijke zoals een Lourdesgrot, een Heilig Hartbeeld en dergelijke. Verder is er een gloriëtte.